# لسنوث (كورنوال)
لسنوث (بالإنجليزية: Lesnewth)‏ هي قرية و أبرشية مدنية تقع في المملكة المتحدة في إنجلترا. يقدر عدد سكانها بـ 60 نسمة .